# Alexander Shirvanzade
Alexander Shirvanzade, in armeno Ալեքսանդր Մինասի Մովսիսյան (18 aprile 1858 – 7 agosto 1935), è stato un giornalista, drammaturgo e traduttore armeno.

## Biografia
Aleksandr Movsesian nacque nella famiglia di un sarto nella provincia di Shirvan, e più tardi adottò il suo pseudonimo, Shirvanzade (letteralmente  figlio di Shirvan) d'ispirazione persiana. 
Acquistò grande fama nel 1898 con il romanzo "Chaos", che descrive la vita di una grande città. 
Negli anni 1905-1910 visse a Parigi e dal 1910 al 1919 a Tbilisi, poi andò all'estero. Questo scrittore accolse con favore la Rivoluzione di Ottobre del 1917, è ammirò i progressi del socialismo reale. 
Nel 1926 tornò in patria, dove fu uno dei fondatori della letteratura sovietica armena.

## Attività letteraria
Partecipò al 1º Congresso degli scrittori sovietici.
Può essere considerato uno dei più alti rappresentanti della scuola del realismo socialista fiorito nel Caucaso, promosso dal filosofo e drammaturgo Mirza Fatali Akhundov.
All'età di 17 anni, Shirvanzade andò a lavorare nella città di Baku le cui fortune stavano iniziando a crescere con il boom della produzione di petrolio. Si immerse nella letteratura armena, azera e russa, oltre a leggere Stendhal, Balzac, Flaubert, Zola e Shakespeare, il suo più grande amore.
Lavorando prima come impiegato e poi come contabile per le compagnie petrolifere, Shirvanzade vide in prima persona l'impatto sociale della produzione di petrolio industrializzata. Ha trasformato il suo shock e la sua rabbia in una letteratura di protesta, scrivendo in molti generi: romanzi, opere teatrali, racconti e articoli di giornale.
Le sue successive attività letterarie portarono al suo arresto a Tiflis, un'esperienza che portò al suo capolavoro, Chaos (1896-1897). Ritornato a Baku, divenne sempre più interessato alle questioni delle donne, come evidenziato nel suo dramma Evgine sul suffragio femminile, e lei aveva il diritto? Le preoccupazioni di Shirvanzade per il capitalismo e il femminismo si fondono nel suo dramma, Namus (For the Sake of Honor) (1904). Nel 1916, Maksim Gor'kij scrisse che le opere di Shirvanzade "erano conosciute e lette non solo nel Caucaso ma anche in Inghilterra, nella penisola scandinava e in Italia".
Il suo interesse fu segnato e attratto da vita di vari segmenti della società: commercianti, artigiani, imprenditori, intellettuali borghesi, artisti. Descrisse il mondo patriarcale della provincia (romanzo "Onore" (1885), e nel racconto "Spirito maligno" (1894), lo scrittore mostra la penetrazione dei costumi borghesi rivelando il drammatico destino degli individui.
Fu sepolto nel Pantheon degli scrittori nel parco Komitas.

## Filmografia
Nel 1925 il regista Hamo Beknazarian ha realizzato il film Namus, basato sull'omonima opera teatrale di Shirvanzade del 1911.